# Leland Irving
Leland Irving (* 11. April 1988 in Barrhead, Alberta) ist ein kanadischer Eishockeytorwart, der zuletzt beim HC Lugano aus der National League unter Vertrag stand.

## Karriere
Leland Irving begann seine Karriere als Eishockeyspieler bei den Everett Silvertips, für die er von 2003 bis 2008 in der kanadischen Juniorenliga Western Hockey League aktiv war, in der er in drei Spielzeiten, in denen er Stammtorwart war einen Schnitt von unter zwei Gegentoren pro Spiel aufwies. In seiner Zeit bei den Silvertips wurde er im NHL Entry Draft 2006 in der ersten Runde als insgesamt 26. Spieler von den Calgary Flames ausgewählt, für deren Farmteam, die Quad City Flames, er in der Saison 2008/09 sein Debüt in der American Hockey League gab. In seinem Rookiejahr in der AHL wies er dabei einen Gegentorschnitt von 2.23 und eine Fangquote von 91,2 % auf.

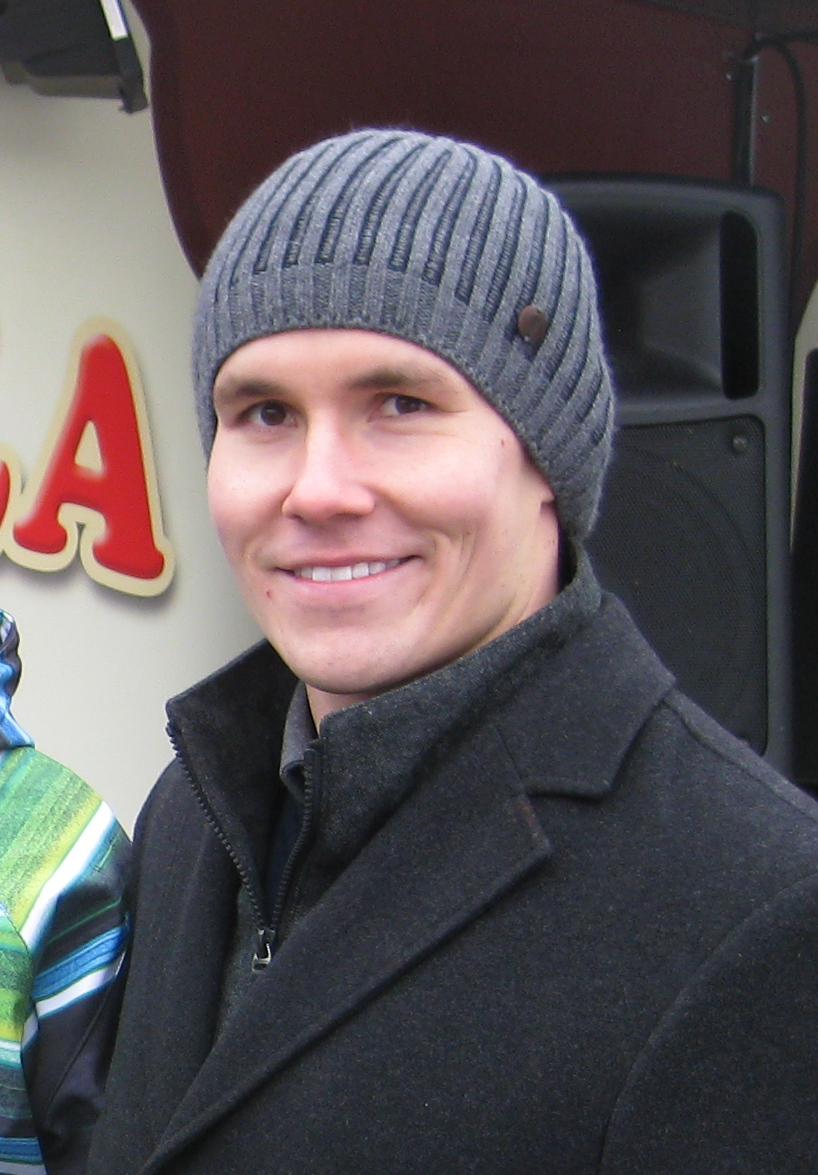
Leland Irving (2014)

Ab 2009 stand der Kanadier für Calgarys neues AHL-Farmteam Abbotsford Heat zwischen den Pfosten, wobei er in der Saison 2009/10 auch acht Spiele für die Victoria Salmon Kings in der ECHL bestritt. In der Saison 2010/11 setzte sich Irving, der 61 Begegnungen in der regulären Saison absolvierte und mit acht Shutouts eine persönliche Bestmarke erreichte, als Stammtorwart in Abbotsford durch, nachdem er in der vorhergehenden Saison noch öfters zwischen den Pfosten durch David Shantz und Matt Keetley vertreten worden war. Im Verlauf der darauffolgenden Spielzeit debütierte Irving für die Calgary Flames in der National Hockey League. Nachdem Henrik Karlsson im Januar 2013 zu den Chicago Blackhawks transferiert worden war, stieg der Kanadier zum Back-up-Torwart der Flames hinter Stammtorhüter Miikka Kiprusoff auf.
Nach der Saison 2012/13 lief sein Vertrag mit den Flames aus und Irving wechselte im August 2013 nach Europa zu Jokerit Helsinki aus der Liiga. Zwischen September 2014 und Mai 2015 spielte er bei Salawat Julajew Ufa in der Kontinentalen Hockey-Liga, ehe er im Spätsommer 2015 am Trainingslager der Minnesota Wild teilnahm, jedoch keinen Vertrag erhielt. Stattdessen verpflichtete ihn deren Farmteam, die Iowa Wild, bevor er die Saison 2016/17 bei KooKoo in der finnischen Liga verbrachte. Anschließend kehrte Irving nach Nordamerika zurück, indem er einen AHL-Vertrag bei den Lehigh Valley Phantoms unterzeichnete. Diese gaben den Kanadier allerdings bereits im Oktober 2017 an die San Diego Gulls als Gegenleistung für Dustin Tokarski ab.
Am 22. Juni 2018 verließ Irving Nordamerika als Free Agent, nachdem er einen Jahresvertrag mit dem italienischen Klub HCB Südtirol abgeschlossen hatte, der in der Österreichischen Hockeyliga (EBEL) spielt. Am 29. März 2019 verlängerte Irving seinen Vertrag mit Bozen.
Zur Saison 2021/22 wechselte er zum schwedischen Erstligisten Malmö Redhawks, kam jedoch in der Svenska Hockeyligan nicht zum Einsatz. Im Oktober 2021 unterzeichnete der Kanadier einen Vertrag bis Saisonende 2021/22 beim HC Lugano aus der National League. Die Tessiner reagierten damit auf die Verletzung von Stammtorwart Niklas Schlegel. Im Anschluss wurde sein Vertrag dort jedoch nicht verlängert.

### International
Für Kanada nahm Irving an der U20-Junioren-Weltmeisterschaft 2007 teil, bei der er mit seiner Mannschaft Weltmeister wurde. Als Ersatztorwart blieb er jedoch ohne Einsatz, da Carey Price alle Spiele bestritt.

## Persönliches
Irving ist mit Ashley Irving verheiratet und hat mit ihr eine Tochter.

## Erfolge und Auszeichnungen
- 2006 CHL Top Prospects Game
- 2006 WHL West Second All-Star-Team
- 2007 Beste Fangquote der Western Hockey League
- 2007 WHL West Second All-Star Team

### International
- 2007 Goldmedaille bei der U20-Junioren-Weltmeisterschaft

## Karrierestatistik
Stand: Saisonende 2018/19
(Legende zur Torhüterstatistik: GP oder Sp = Spiele insgesamt; W oder S = Siege; L oder N = Niederlagen; T oder U oder OT = Unentschieden oder Overtime- bzw. Shootout-Niederlage; Min. = Minuten; SOG oder SaT = Schüsse aufs Tor; GA oder GT = Gegentore; SO = Shutouts; GAA oder GTS = Gegentorschnitt; Sv% oder SVS% = Fangquote; EN = Empty Net Goal; 1 Play-downs/Relegation; Kursiv: Statistik nicht vollständig)